# Боніфацій I Монферратський

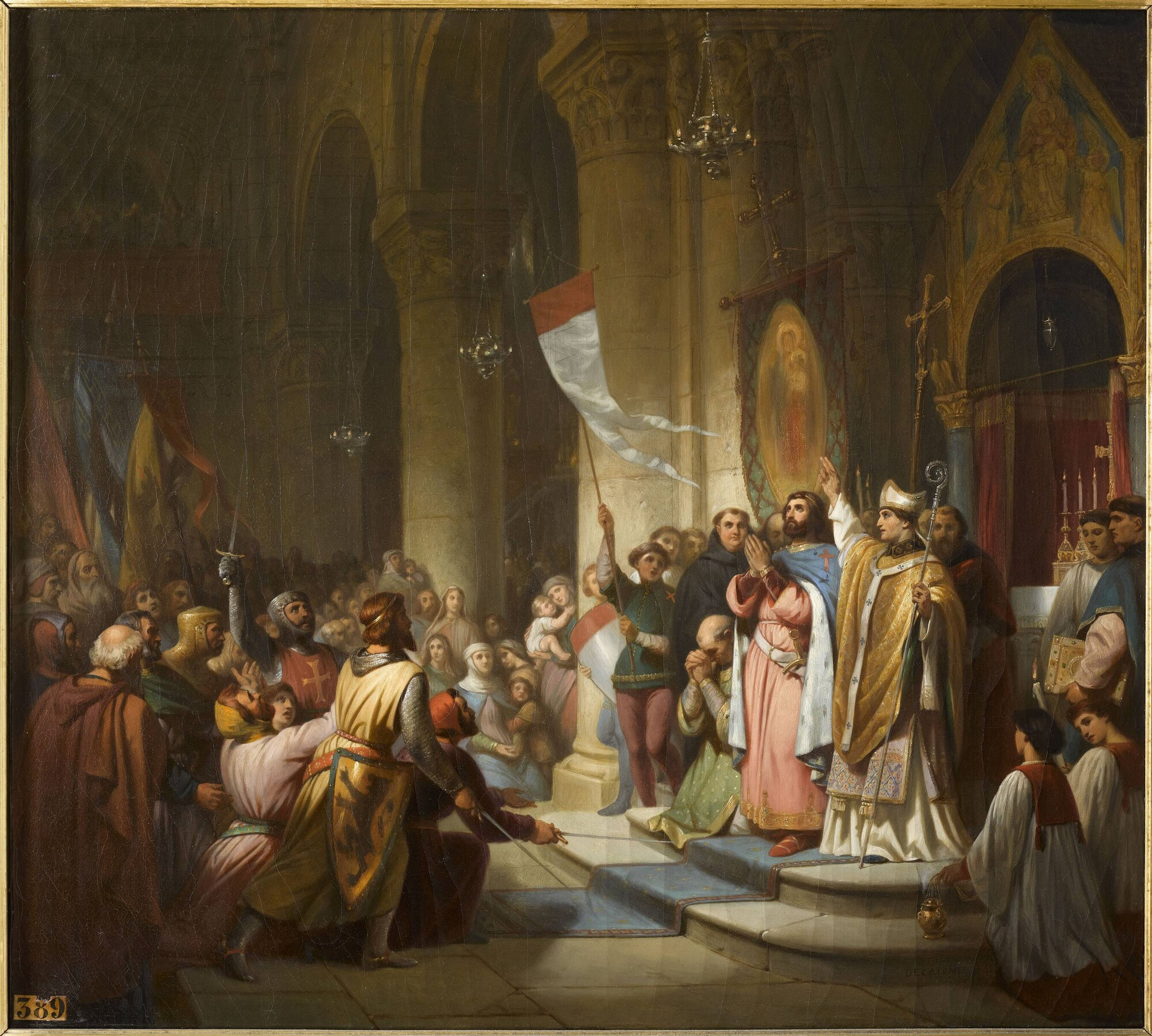
Боніфацій I Монферратський обраний лідером Четвертого хрестового походу

Боніфацій I Монферратський (1150–1207) — маркіз Монферратський. Син Гульєльмо V на прізвисько Старий, та Юдит Австрійської. Брат Рень'є, Гульєльмо Довгого Меча і Конрада Монферратского, один з очільників Четвертого хрестового походу.
На завойованих візантійських територіях у Греції та Малій Азії утворилася Латинська імперія — держава хрестоносців на Сході. У зв'язку з появою нової держави виникла необхідність вибрати імператора з числа керівників походу. Боніфацій не став імператором, проте став королем Фессалонікійським. У 1191—1193 роках воював на стороні імператорів Фрідріха I і Генріха VI проти Ломбардської ліги, 1194 року проти Сицилії.
Був убитий в битві з болгарами 4 вересня 1207 в південній частині Родоп. Йому відрізали голову і відіслали її до царя Калояна у Тирново.